# 12 Gold Bars Vol.2
12 Gold Bars Vol.2 es un álbum recopilatorio de la banda británica de rock Status Quo, publicado en 1984 por Vertigo Records. Al igual que 12 Gold Bars contiene doce canciones, pero esta vez tomadas desde el disco Just Supposin' de 1980 hasta Live at the N.E.C. de 1984. Meses después y antes de finalizar el año, ambos discos recopilatorios se publicaron en formato long play bajo el título de 12 Gold Bars, Vols 1 & 2.
En el Reino Unido se publicó como 12 Gold Bars Volume Two - (and One) y que incluyó el primer volumen de los recopilatorios como un segundo disco. Esta versión ingresó en los UK Albums Chart en el puesto 12, permaneciendo 18 semanas consecutivas en la lista. Adicional a ello el 26 de noviembre del mismo año se certificó con disco de oro en su propio país, luego de vender más de 100 000 copias.

## Lista de canciones
| N.º | Título                            | Escritor(es)                   | Duración |  |
| 1.  | «What You're Proposin»            | Rossi, Bernie Frost            | 4:13     |  |
| 2.  | «Lies»                            | Rossi, Frost                   | 3:56     |  |
| 3.  | «Something 'Bout You Baby I Like» | Richard Supa                   | 2:48     |  |
| 4.  | «Don't Drive My Car»              | Parfitt, Bown                  | 4:12     |  |
| 5.  | «Dear John»                       | Jackie Maculey, John Gustafson | 3:11     |  |
| 6.  | «Rock 'n' Roll»                   | Rossi, Frost                   | 4:04     |  |
| 7.  | «Ol' Rag Blues»                   | Lancaster, Keith Lamb          | 2:48     |  |
| 8.  | «Mess of Blues»                   | Doc Pomus, Mort Shuman         | 3:18     |  |
| 9.  | «Marguerita Time»                 | Rossi, Frost                   | 3:28     |  |
| 10. | «Going Down Town Tonight»         | Guy Johnson                    | 3:36     |  |
| 11. | «The Wanderer»                    | Ernie Maresca                  | 3:30     |  |
| 12. | «Caroline» (en vivo)              | Rossi, Bob Young               | 4:58     |  |